# Literaturmuseum der Österreichischen Nationalbibliothek

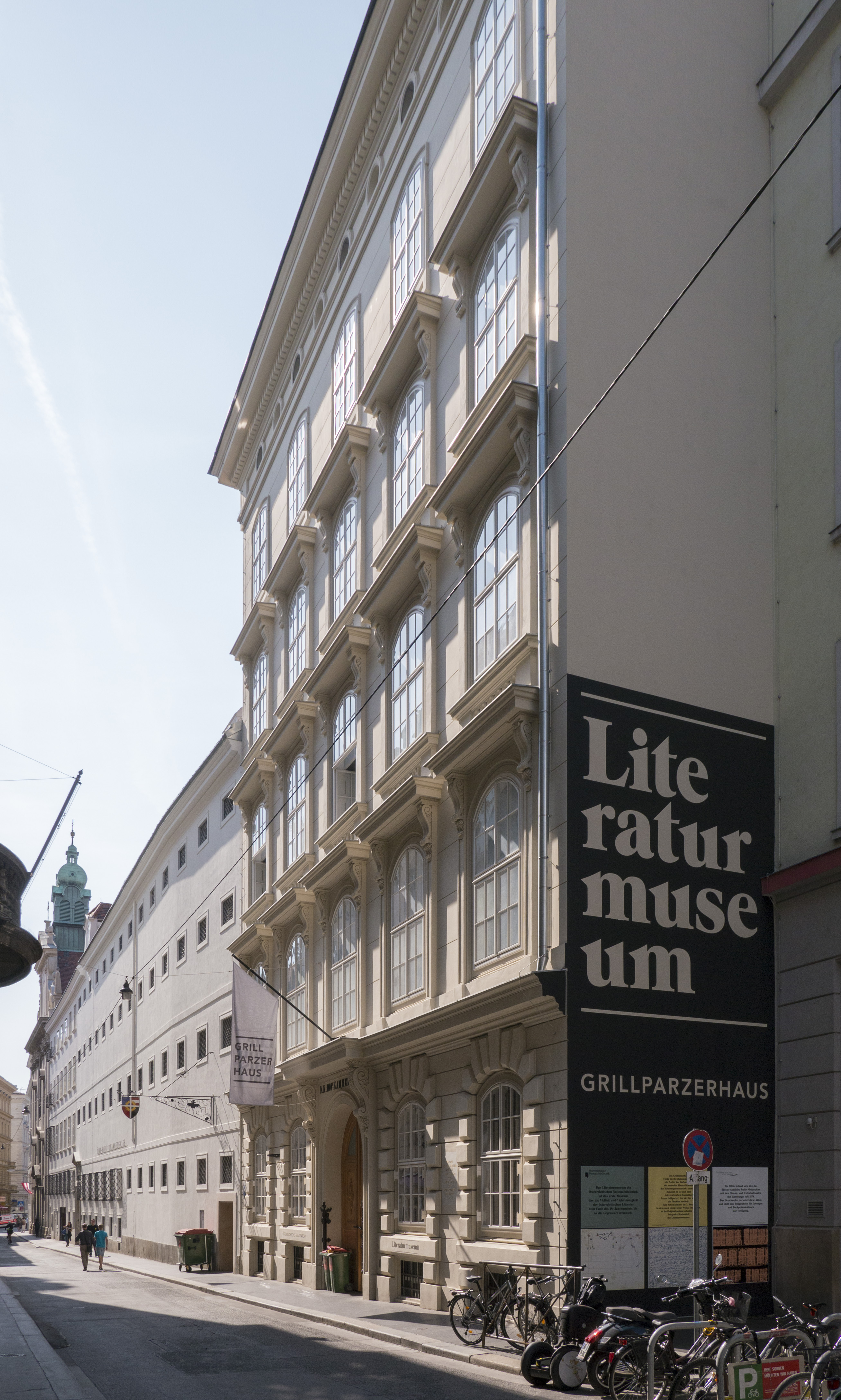
Johannesgasse 6 Literaturmuseum (2015)

Das Literaturmuseum der Österreichischen Nationalbibliothek ist ein Literaturmuseum im denkmalgeschützten, ehemaligen k.k. Hofkammerarchiv in der Johannesgasse 6 im 1. Wiener Gemeindebezirk. Es wurde am 17. April 2015 eröffnet. Direktor des Museums ist Bernhard Fetz.

## Gebäude
Das Haus ist einer der ältesten Archivbauten Mitteleuropas und wurde 1843/44 nach Plänen von Paul Sprenger errichtet. Ab 1848 war darin das k.k. Hofkammerarchiv, eine Finanzbehörde der Habsburgermonarchie, untergebracht. Bis 2006 wurde das Hofkammerarchiv in diesem Gebäude unter der Leitung des Österreichischen Staatsarchivs geführt. Im zweiten Stock befindet sich das ehemalige Arbeitszimmer des österreichischen Dichters und ehemaligen Direktors des k.k. Hofkammerarchivs Franz Grillparzer. Das Direktionszimmer Franz Grillparzers ist Bestandteil des Museums.

## Museumskonzept

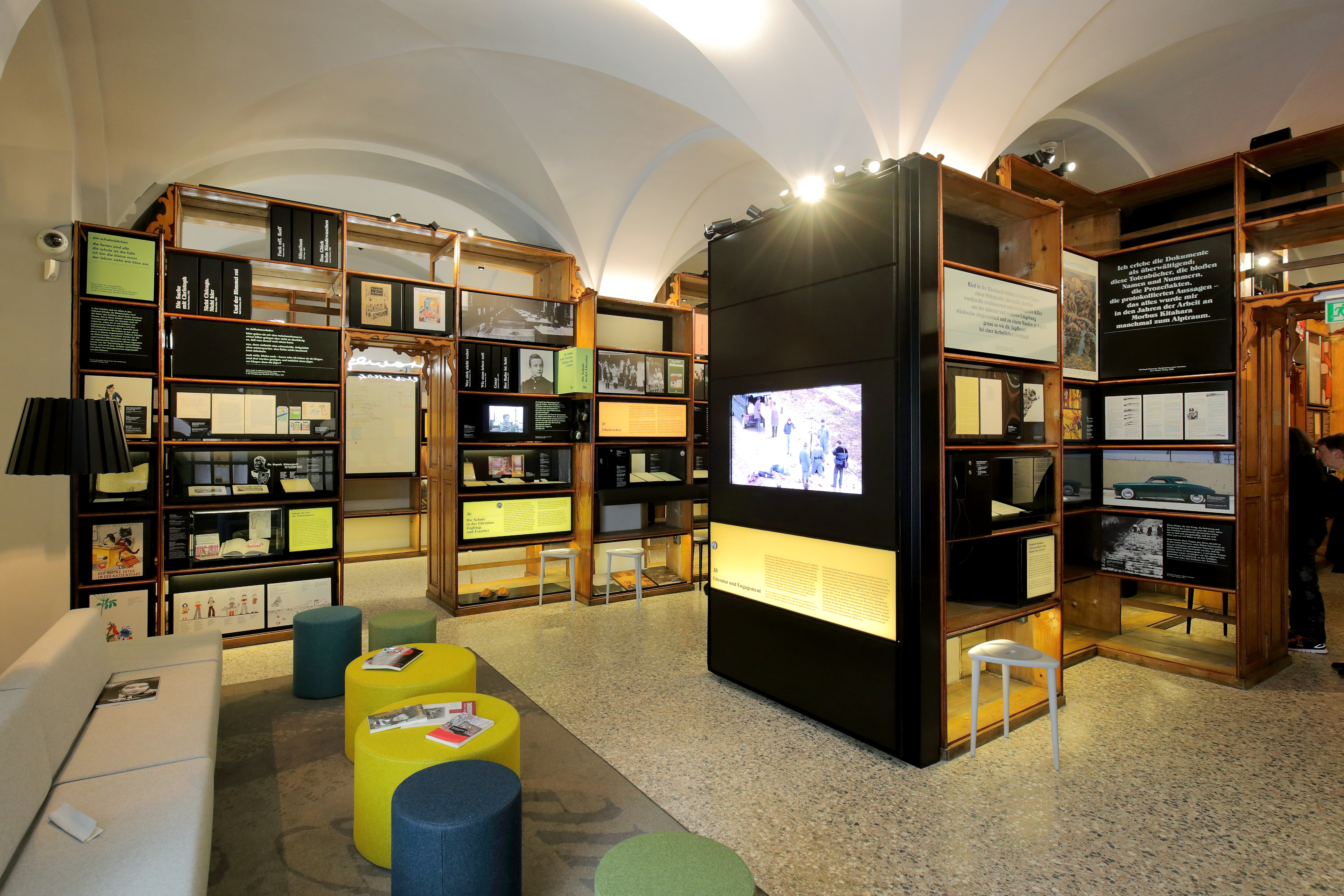
Einer der Schauräume des Literaturmuseums (2015)

Die Dauerausstellung des Literaturmuseums präsentiert auf zwei Ebenen die Vielfalt und Vielstimmigkeit der österreichischen Literatur seit dem ausgehenden 18. Jahrhundert bis in die Gegenwart. Historische und thematische Kapitel beleuchten unter anderem die multiethnischen und vielsprachigen Traditionen des habsburgischen Vielvölkerstaates, die die österreichische Literatur prägten und bis heute weiterwirken. Im Fokus steht außerdem, was an der österreichischen Literatur spezifisch österreichisch sein könnte: die enge Verbindung zur Musik, zur bildenden Kunst, zu Formen des Theatralischen oder etwa der Einsatz von Satire und Polemik. Die Ausstellung kann entlang der historisch-chronologischen Kapitelabfolge ebenso wie anhand von thematischen Schwerpunktsetzungen und intertextuellen Bezügen erkundet werden. Neben circa 650 Exponaten von rund 200 Autorinnen und Autoren bieten circa 60 Audio- und Videostationen, ein Kinoraum sowie ein für die Dauerausstellung entwickeltes Museumstablet Möglichkeiten der Vertiefung in die Themen und Objekte des Literaturmuseums.
Wechselnde Sonderausstellungen zu unterschiedlichen Themen, Autorinnen und Autoren der österreichischen Literatur und darüber hinaus werden auf einer dritten Ebene des Literaturmuseums gezeigt. Zu allen Sonderausstellungen erscheinen Begleitbände.
Insgesamt stehen circa 750 m2 Ausstellungsfläche zur Verfügung. Räume im Erdgeschoß werden für Veranstaltungen, Vermittlungsprogramme und Workshops genutzt.
Die im Literaturmuseum ausgestellten Objekte stammen aus dem Literaturarchiv der Österreichischen Nationalbibliothek sowie aus anderen Sammlungen und Institutionen. Neben Büchern, Manuskripten, Briefen, Zeichnungen, Fotografien, Film- und Hörbeispielen finden auch kulturhistorisch interessante oder kuriose Gegenstände ihren Platz. Der Katalog zur Dauerausstellung Das Literaturmuseum. 101 Objekte und Geschichten stellt die wichtigsten ausgestellten Objekte vor.

## Sonderausstellungen
- Bleistift, Heft & Laptop. 10 Positionen aktuellen Schreibens, 2016/17[6]
- Im Rausch des Schreibens: Von Musil bis Bachmann, 2017/2018[7]
- Berg, Wittgenstein, Zuckerkandl: Zentralfiguren der Wiener Moderne, 2018[8]
- Wien. Eine Stadt im Spiegel der Literatur, 2019/20[9]
- Utopien und Apokalypsen. Die Erfindung der Zukunft in der Literatur, 2020/21[10]
- Stefan Zweig. Weltautor[11]
- Ingeborg Bachmann. Eine Hommage, 2022/23[12]
- JETZT & ALLES. Österreichische Literatur. Die letzten 50 Jahre. In Kooperation mit dem Deutschen Buch- und Schriftmuseum, im Rahmen von „meaoiswiamia“, Gastland Österreich, Leipziger Buchmesse, 2023/24[13][14]
- Writers at Risk, 2023/24[15]
- Engagement, Exil, Vertreibung. Der Österreichische P.E.N.-Club 1923–2023, Online-Ausstellung, 2023/24[16]
- „Die Gegenwart ist gespenstisch“. Franz Kafka gezeichnet von Nicolas Mahler, 2024/25[17]
- „Ich denke in langsamen Blitzen“. Friederike Mayröcker. Jahrhundertdichterin, 2024/25[18]
- Woher wir kommen. Literatur und Herkunft, 2025/26

Zu allen Sonderausstellungen erscheinen Begleitbände.

## Wanderausstellungen
Stefan Zweig. Weltautor
Ingeborg Bachmann. „Ich bin es nicht. Ich binʼs.“